# The One After the Superbowl
The One After Superbowl er en dobbelt-længde episode af den amerikanske sitcom Venner's anden sæson. Det blev oprindelig sendt på NBC i USA den 28. januar 1996, umiddelbart efter NBC's fjersynsudsendelse af Super Bowl XXX. NBC's beslutning om at vise episoden direkte efter Super Bowl blev gjort i håb om at gøre det til " the highest-grossing ad-revenue day in television history."
Gæstestjernerne i episoden er Brooke Shields , Chris Isaak , Julia Roberts , Jean-Claude Van Damme , Fred Willard , og Dan Castellaneta. De var med i episoden for at tiltrække flere seere og øge reklameindtægterne.
Den vigtigste plot af episoden er hvor Ross søger efter sin tidligere abe, Marcel, og opdager, at han arbejder på en filmset i New York. Den første del af episoden blev skrevet af Mike Sokowitz og Jeffrey Astrof og den anden del af Michael Borkow. Begge dele blev instrueret af Michael Lembeck . Episoden tiltrak 52,9 millioner seere, hvilket gør episoden til den mest sete episode i seriens historie. "The One After Superbowl" har fået blandede anmeldelser fra kritikere.

## Handling
Efter at have set en abe i en ølreklame der minder ham om hans tidligere kæledyr abe Marcel, beslutter Ross at lave et besøg for at se sit gamle kæledyr i San Diego Zoo under hans forretningsrejse til Californien. Da Ross kan ikke finde aben, fortæller en dyrepasser ham, at Marcel er død. Men en pedel informerer senere Ross om, at Marcel blev kidnappet og tvunget ind i showbusiness og er i øjeblikket i gang med at filme en film i New York.
Joey kæmper med en stalker, der mener, at Joey rent faktisk er Dr. Drake Ramoray, en karakter han spiller i Horton-sagaen. På trods af dette, går Joey ud på en date med hende. Hun dumper ham, da hun mistænker at "Drake" har en anden kvinde (som faktisk er en anden karakter i Horton-sagaen).
Phoebe dater en mand, der hyrede hende til at optræde ved en børnekoncert.
Ross, som håber på et gensyn med Marcel, ser ham på filmsættet. Joey fedter for produktionsassistent for at få en rolle i filmen. Mens de er på sættet, møder Chandler hans gamle barndomsven Susie "Underpants" Moss, der arbejder på produktionen, med hvem han har en broget historie; da de gik i folkeskolen, havde Chandler trukket Susies nederdel op, da hun var på scenen, så hendes undertøj blev vist til hele skolen. De arrangerer en date, uden at Chandler ved, at det er et komplot for at få hævn. Efter at have overbevist ham om at bære hendes trusser, efterlader Susie ham iført intet andet end trusserne i et toilet i Marcels Restaurant, hvor de spiste middag. I mellemtiden møder Monica og Rachel filmens stjerne Jean-Claude Van Damme , og konkurrere om hans opmærksomhed. Dette skaber spændinger mellem dem, da de begge hævder, at skulle til date ham. De har dumper ham begge, da han forsøger at overtale dem til at have en trekant med Drew Barrymore. Ross bliver endelig genforenet med Marcel, og Joey får en lille rolle i filmen, men hans replik bliver klippet ud efter han overdramatisere.

## Produktion
Den første del af The One After Superbowl er skrevet af Mike Sikowitz og Jeffrey Astrof, og den anden del af Michael Borkow. Begge epiosder blev instrueret af Michael Lembeck. Den 28. januar 1996, den dag episoden blev vist, kommenterede executive producer Kevin Bright: "Det vil være større i størrelse og omfang end en almindelige Venner-episode. I aften går vi et skridt videre."  I begyndelsen af januar 1996 blev det bekræftet, at Julia Roberts, Brooke Shields , Chris Isaak og Jean-Claude Van Damme alle ville være gæstestjerner i "The One After Superbowl". Skuespillere og komikere Fred Willard og Dan Castellaneta ville få nogle mindre gæsteoptrædener i episoden, som hhv. dyrepasser og zoo-pedel .
Bright kommenterede, at Shields' præstation var "lidt i fjolleland" i første omgang, men "efterhånden vendtes det til en meget morsom præstation."  Shields kommenterede, at da hun blev bedt om at dukke op på showet, "sagde hun ja dybest set ubeset. Jeg ved ikke, hvor jeg var på listen. Måske havde alle andre sagde nej. "  Forfatterne havde svært udtænke vittigheder, der ville være sjove, når Van Damme sagde dem. For at skabe "Van Damme"-vittigheder, skrev en forfatter ay han "ville sige dem i en virkelig forfærdelig fransk accent, og lægge vægt på det forkerte ord". Hvis folk lo, skulle Van Damme have vittigheder i showet.
Roberts indspillet hendes scener fra 6.-8. januar 1996. Hun havde et forhold til Matthew Perry på det tidspunkt , og et publikummedlem sagde om deres kys at: "Julia kiggede på Matt og sagde" Jeg er glad for, vi øvede dette i weekenden ". En sound recordist kommenterede: "Jeg har set filmkysset før, men dette var det bedste, de gik virkelig op i det.. "  Roberts mente at hendes optræden på showet var "den mest nervepirrende ting" hun havde gjort, siden hendes audition til filmen Pretty Woman. "Jeg ønskede at være den bedste jeg kunne være. [Perry] er utrolig sjovt, og man ønsker at inspirere den samme form for glæde, som han gør. Så på et bestemt punkt på frokost;" Nå, det er ikke vil ske. Jeg vil bare forsøge at være sød. '" 

## Medvirkende

### Hovedpersonerne
| Skuespiller      | Rolle          |
| ---------------- | -------------- |
| Jennifer Aniston | Rachel Green   |
| Courteney Cox    | Monica Geller  |
| Lisa Kudrow      | Phoebe Buffay  |
| Matt LeBlanc     | Joey Tribbiani |
| Matthew Perry    | Chandler Bing  |
| David Schwimmer  | Ross Geller    |

### Gæsteoptræden
| Skuespiller           | Rolle      |
| --------------------- | ---------- |
| Brooke Shields        | Erika      |
| Chris Isaak           | Rob        |
| Julia Roberts         | Susie      |
| Jean-Claude Van Damme | Sig selv   |
| Fred Willard          | Dyrepasser |
| Dan Castellaneta      | Zoo-pedel  |